# Grammy Awards 2006
La 48ª edizione dei Grammy Award si è svolta presso lo Staples Center di Los Angeles l'8 febbraio 2006.
La rock band irlandese degli U2 ha ricevuto cinque riconoscimenti su cinque candidature, risultando il gruppo/artista più premiato.
Laura Pausini è l'unica cantante italiana presente alla serata. Vince nella categoria Miglior album pop latino.

## Vincitori e candidati

### Categorie principali

#### Registrazione dell'anno
- Boulevard of Broken Dreams - Green Day; Rob Cavallo e Green Day (produttori); Chris Lord-Alge e Doug McKean (ingegneri/mixers)
- We Belong Together - Mariah Carey; Mariah Carey, Jermaine Dupri e Manuel Seal (produttori); Brian Garten, John Horesco IV e Phil Tan (ingegneri/mixers)
- Feel Good Inc - Gorillaz; Jason Cox, Danger Mouse, Dring e Gorillaz (produttori); Jason Cox, Danger Mouse e Gorillaz (ingegneri/mixers)
- Hollaback Girl - Gwen Stefani; The Neptunes (produttori); Andrew Coleman e Phil Tan (ingegneri/mixers)
- Gold Digger - Kanye West; Jon Brion e Kanye West (produttori); Tom Biller, Andrew Dawson, Mike Dean e Anthony Kilhoffer (ingegneri/mixers)

#### Album dell'anno
- How to Dismantle an Atomic Bomb - U2
- Chaos and Creation in the Backyard - Paul McCartney
- The Emancipation of Mimi - Mariah Carey
- Late Registration - Kanye West
- Love. Angel. Music. Baby. - Gwen Stefani

#### Canzone dell'anno
- Sometimes You Can't Make It on Your Own, cantata dagli U2
- We Belong Together, scritta da Johntá Austin, Babyface, Mariah Carey, Jermaine Dupri, Manuel Seal, Jr., Darnell Bristol, Sid Johnson, Patrick Moten, Sandra Sully & Bobby Womacke cantata da Mariah Carey
- Bless the Broken Road, scritta da Bobby Boyd, Jeff Hanna & Marcus Hummon, cantata dai Rascal Flatts
- Devils & Dust, scritta e cantata da Bruce Springsteen
- Ordinary People, scritta da John Legend e will.i.am cantata da John Legend

#### Miglior artista esordiente
- John Legend
- Ciara
- Fall Out Boy
- Keane
- Sugarland

### Alternativa

#### Miglior album di musica alternativa
- Get Behind Me Satan - The White Stripes
- Funeral - Arcade Fire
- Guero - Beck
- Plans - Death Cab for Cutie
- You Could Have It So Much Better - Franz Ferdinand

### Country

#### Miglior album country
- Alison Krauss and Union Station - Lonely Runs Both Ways

#### Miglior canzone country
- Rascal Flatts - Bless the Broken Road

### Dance/elettronica

#### Miglior registrazione dance
- Galvanize - The Chemical Brothers e Q-Tip
- Say Hello - Deep Dish
- Wonderful Night - Fatboy Slim e Lateef
- Daft Punk Is Playing at My House - LCD Soundsystem
- I Believe in You - Kylie Minogue
- Guilt Is a Useless Emotion - New Order

#### Miglior album di musica dance/elettronica
- Push the Button - The Chemical Brothers
- Human After All - Daft Punk
- Palookaville - Fatboy Slim
- Minimum-Maximum - Kraftwerk
- LCD Soundsystem - LCD Soundsystem

### Latina

#### Miglior album pop latino
- Laura Pausini - Escucha

### Jazz

#### Miglior album jazz contemporaneo
- Pat Metheny Group - The Way Up

### New Age

#### Miglior album new age
- Silver Solstice - Paul Winter Consort
- Music in the Key of Om - Jack DeJohnette
- Sacred Journey of Ku-Kai, Volume 2 - Kitarō
- People of Peace - R. Carlos Nakai Quartet
- Montana – A Love Story - George Winston

### Pop

#### Miglior interpretazione pop vocale femminile
- Kelly Clarkson - Since U Been Gone
- Mariah Carey - It's like That
- Sheryl Crow - Good Is Good
- Bonnie Raitt - I Will Not Be Broken
- Gwen Stefani - Hollaback Girl

#### Miglior interpretazione pop vocale maschile
- Stevie Wonder - From the Bottom of My Heart
- Jack Johnson - Sitting, Waiting, Wishing
- Paul McCartney - Fine Lane
- Seal - Walk On By
- Rob Thomas - Lonely No More

#### Miglior interpretazione pop di un gruppo/duo
- Maroon 5 - This Love
- The Black Eyed Peas - Don't Lie
- The Killers - Mr. Brightside
- Los Lonely Boys - More Than Love
- The White Stripes - My Doorbell

#### Miglior collaborazione pop vocale
- Gorillaz & Q-Tip - Feel Good Inc
- The Black Eyed Peas & Jack Johnson - Gone Going
- Foo Fighters & Norah Jones - Virginia Moon
- Herbie Hancock & Christina Aguilera - A Song for You
- Stevie Wonder & India.Arie - A Time to Love

#### Miglior album pop strumentale
- Burt Bacharach - At This Time
- Eric Johnson - Bloom
- Earl Klugh - Naked Guitar
- Daniel Lanois - Belladonna
- Jeff Lorber - Flipside

#### Miglior album pop vocale
- Kelly Clarkson - Breakaway
- Fiona Apple - Extraordinary Machine
- Sheryl Crow - Wildflower
- Paul McCartney - Chaos and Creation in the Backyard
- Gwen Stefani - Love. Angel. Music. Baby.

### Produzione

#### Produttore dell'anno, non classico
- Steve Lillywhite
- Danger Mouse
- Nigel Godrich
- Jimmy Jam & Terry Lewis
- The Neptunes

#### Miglior composizione remixata, non classica
- "Superfly (Louie Vega EOL Mix)" - Louie Vega
- "Fever (Adam Freeland Remix)" - Adam Freeland
- "Flashdance (Guetta & Garraud's Fuck Me I'm Famous Remix)" - Joachim Garraud e David Guetta
- "Mr. Brightside (Jacques Lu Cont's Thin White Duke Mix)" - Jacques Lu Cont
- "What Is Hip? (T.O.P.R.M.X.)" - Meat Beat Manifesto

### R&B

#### Miglior canzone R&B
- We Belong Together, scritta da Mariah Carey, Jermaine Dupri, Manuel Seal e Johntá Austin, eseguita da Mariah Carey
- Cater 2 U, scritta da Darkchild, Beyoncé, Ricky Lewis, Kelly Rowland, Robert Waller e Michelle Williams, eseguita da Destiny's Child
- Free Yourself, scritta da Craig Brockman, Missy Elliott e Nisan Stewart, eseguita da Fantasia
- Ordinary People, scritta da will.i.am e John Legend, eseguita da John Legend
- Unbreakable, scritta da Garry Glenn, Alicia Keys, Harold Lily e Kanye West, eseguita da Alicia Keys

#### Miglior album R&B
- Get Lifted - John Legend
- Free Yourself - Fantasia
- Illumination - Earth, Wind & Fire
- Unplugged - Alicia Keys
- A Time to Love - Stevie Wonder

### Rap

#### Miglior collaborazione rap
- Jay-Z e Linkin Park – Numb/Encore
- Gwen Stefani feat. Eve – Rich Girl
- Destiny's Child feat. T.I. e Lil Wayne – Soldier
- Common feat. John Legend e Kanye West – They Say
- Ciara feat. Missy Elliott – 1, 2 Step

#### Miglior canzone rap
- Diamonds from Sierra Leone, scritta da Devo Harris, John Barry, Don Black e Kanye West, cantata da Kanye West
- Candy Shop, scritta da 50 Cent e Scott Storch, cantata da 50 Cent ft. Olivia
- Don't Phunk With My Heart, scritta da Will.i.am, Printz Board, Fergie e George Pajon Jr., cantata da Black Eyed Peas
- Hate It Or Love It, scritta da The Game e 50 Cent, cantata da The Game ft. 50 Cent
- Lose Control, scritta da Missy Elliott, Ciara ed Fatman Scoop, cantata da Missy Elliott ft. Ciara e Fatman Scoop

#### Miglior album rap
- Late Registration - Kanye West
- The Massacre - 50 Cent
- Be - Common
- The Cookbook - Missy Elliott
- Encore - Eminem

#### Miglior interpretazione rap solista
- Kanye West - Gold Digger
- 50 Cent – Disco Inferno
- Common – Testify
- Eminem – Mockingbird
- T.I. – U Don't Know Me
- Ludacris – Number One Spot

### Reggae

#### Miglior album reggae
- Welcome to Jamrock - Damian Marley
- Our Music - Burning Spear
- The Trinity - Sean Paul
- Clothes Drop - Shaggy
- Black Gold & Green - Third World

### Rock

#### Miglior canzone rock
- City of Blinding Lights, scritta da Bono, Adam Clayton, The Edge e Larry Mullen, cantata da U2
- Speed of Sound, scritta da Guy Berryman, Jonny Buckland, Will Champion e Chris Martin, cantata da Coldplay
- Best of You, scritta da Foo Fighters, cantata da Foo Fighters
- Devils & Dust, scritta da Bruce Springsteen, cantata da Bruce Springsteen
- Beverly Hills, scritta da Rivers Cuomo, cantata da Weezer

#### Miglior album rock
- How to Dismantle an Atomic Bomb - U2
- X&Y - Coldplay
- In Your Honor - Foo Fighters
- A Bigger Bang - The Rolling Stones
- Prairie Wind - Neil Young

#### Miglior interpretazione vocale rock solista
- Bruce Springsteen - Devils & Dust
- Eric Clapton – Revolution
- Robert Plant – Shine It All Around
- Rob Thomas – This Is How a Heart Breaks
- Neil Young – The Painter

#### Miglior interpretazione rock di un duo o un gruppo
- U2 - Sometimes You Can't Make It on Your Own
- Coldplay – Speed of Sound
- Foo Fighters – Best of You
- Franz Ferdinand – Do You Want To
- The Killers – All These Things That I've Done

#### Miglior interpretazione hard rock
- System of a Down - B.Y.O.B.
- Audioslave - Doesn't Remind Me
- Nine Inch Nails - The Hand That Feeds
- Robert Plant - Tin Pan Valley
- Queens of the Stone Age - Little Sister

#### Miglior interpretazione metal
- Slipknot - Before I Forget
- Ministry – The Great Satan (Remix)
- Mudvayne – Determined
- Rammstein – Mein Teil
- Shadows Fall – What Drives the Weak

### Videoclip

#### Miglior videoclip
- Lose Control - Missy Elliott, Ciara e Fatman Scoop; Missy Elliott & Dave Meyers (registi); Joseph Sasson (produttore)[1]
- Feel Good Inc - Gorillaz
- Feels Just Like It Should - Jamiroquai
- God's Will - Martina McBride
- World on Fire - Sarah McLachlan

## Categorie speciali

### MusiCares Person of the Year
- James Taylor